# Runaway (canción de Dave Audé y Andy Bell)
«Runaway» es una canción del DJ y productor estadounidense Dave Audé en colaboración con el artista inglés de música electrónica Andy Bell -de fama mundial por ser parte de Erasure-, lanzado en 2017.

## Descripción
«Runaway» es la tercera colaboración entre Dave Audé y Andy Bell y apàreció en el álbum Audacious Summer Vol. 2, compilatorio de Dave Audé. Los temas anteriores Aftermath (Here We Go) y True Original fueron registrados como sencillos y ambos alcanzaron el primer puesto del Billboard Dance chart.